# Zonitis opacorufa
Zonitis opacorufa es una especie de coleóptero de la familia Meloidae.

## Distribución geográfica
Habita en Adelaida (Australia).